# Hawaii-akepa
Hawaii-akepa (Loxops coccineus) är en starkt utrotningshotad fågel i familjen finkar. Den förekommer enbart på en enda ö i Hawaiiöarna.

## Utseende och läten
Hawaii-akepan är en liten (10 cm) fink med korsade näbbspetsar som dock är svåra att se i fält. Hanen är lysande rödorange med sotfärgade vingar och stjärt. Näbben är halmgul. Honan är matt grågrön, mörkare ovan, med gulorange anstrykning på bröstet. Liknande hawaiiklätterfinken liknar honan men har mörkare ansikte och helt annorlunda beteende. Hawaii-amakihin har böjd näbb och mörk tygel. Sången är en långsam och rätt slö drill som varierar i tonhöjd och hastighet. Lätet beskrivs i engelsk litteratur som ett distinkt "cheedle-ee".

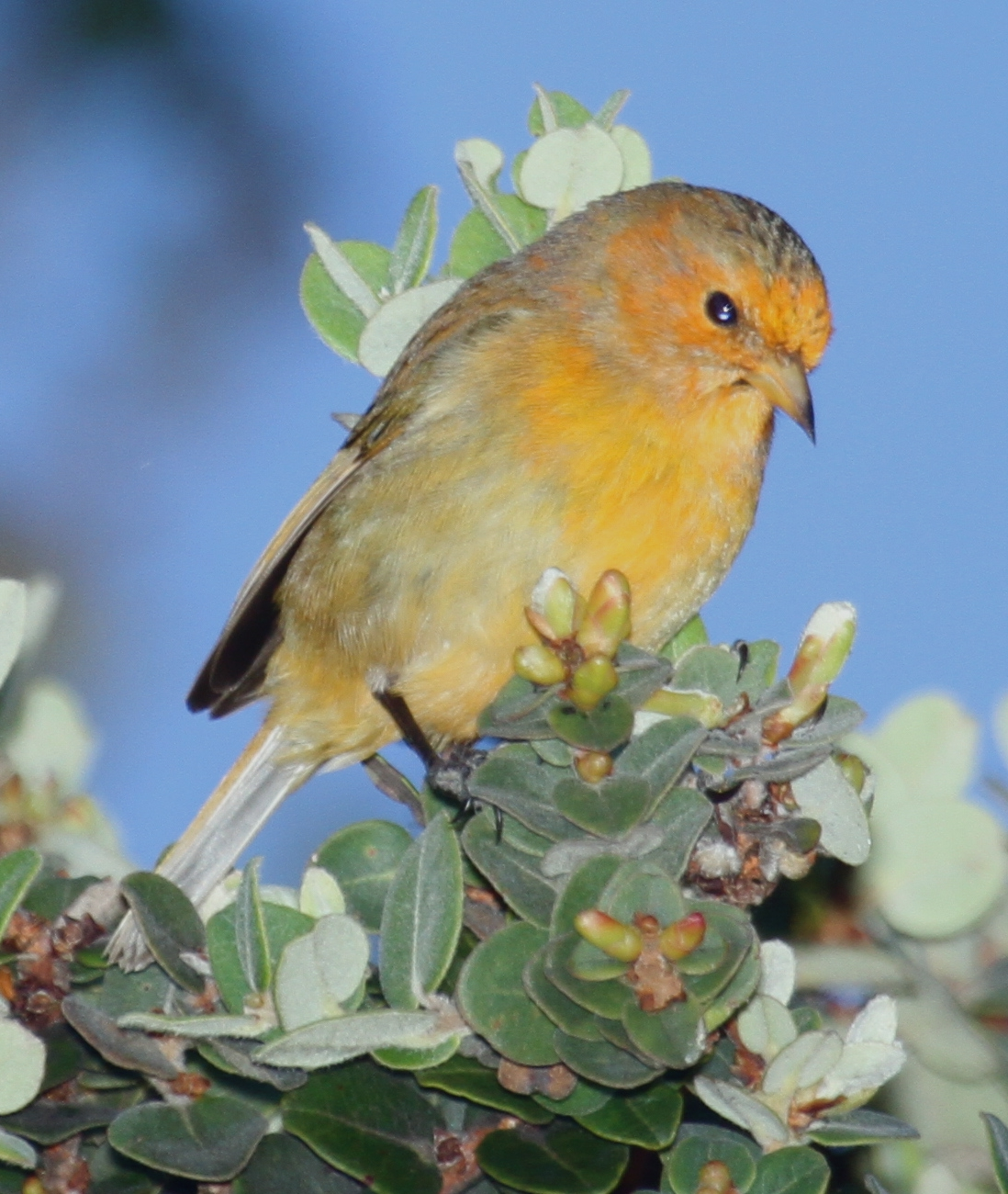
Hona hawaii-akepa.

## Utbredning och systematik
Fågeln förekommer enbart i bergsbelägna ohia- och konaskogar på ön Hawaii i Hawaiiöarna. Fram tills nyligen betraktades hawaii-akepa som samma art som oahu-akepa (L. wolstenholmei) och maui-akepa (L. ochraceus), båda troligen utdöda. 

### Familjetillhörighet
Arten tillhör en grupp med fåglar som kallas hawaiifinkar. Länge behandlades de som en egen familj. Genetiska studier visar dock att de trots ibland mycket avvikande utseende är en del av familjen finkar, närmast släkt med rosenfinkarna. Arternas ibland avvikande morfologi är en anpassning till olika ekologiska nischer i Hawaiiöarna, där andra småfåglar i stort sett saknas helt.

## Levnadssätt
Arten bebor fuktiga bergsskogar, huvudsakligen över 1500 meters höjd och framför allt med inslag av "koa" (Acacia koa) och "ohia" (Metrosideros polymorpha). Den förekommer tätast i gammelskogar, men kan också vara flertalig i yngre skogar så länge det finns tillgång på äldre träd. Födan består av små insekter och spindlar som den söker efter i lövverket. Arten häckar uteslutande i trädhål. Äggen ruvas i 14–16 dagar. Ungarna lämnar boet 16–20 dagar efter kläckning, men är fortfarande beroende av föräldrarna i ytterligare fyra månader.

## Status och hot
IUCN kategoriserar den som starkt hotad. Utbredningsområdet är mycket litet, krympande och kraftigt fragmenterat, och arten tros minska i antal. Världspopulationen uppskattas till 9300 vuxna individer.